# Glyptodont
Glyptodonter er en uddød, forhistorisk underfamilie i bæltedyrsfamilien. Glyptodonter opstod i Sydamerika og bredte sig senere til Nordamerika.
21.000 år gamle fossile rester af en glyptodont er fundet i Argentina med snitmærker, der giver nye elementer til diskutionerne om årsagen til glyptodonters og andre store dyrs uddøen og om de første mennesker i Sydamerika.